# ورنيشة قلبية
الورنيشة القلبية (الاسم العلمي:Vernicia cordata) هي نوع من النباتات تتبع جنس الورنيشة من الفصيلة الفربيونية.